# Якуб Словік
Якуб Словік (пол. Jakub Słowik; нар. 31 серпня 1991, Новий Сонч, Польща) — польський футболіст, воротар японського клубу «Токіо».

## Клубна кар'єра
Футболом розпочав займатися в академії «Сандеції» з рідного міста. Потім переїхав до Шамотули, де виступав за місцеві МСП та «Спарту». У 2009 році перейшов до «Спарти» (Оброники), де за два роки провів 37 матчів. Починаючи з сезону 2010/11 років представляв «Ягеллонію» з Білостока. Дебютував в Екстраклясі 13 травня 2011 року в нічийному поєдинку проти варшавської «Легії». Наступного року зіграв у чотирьох матчах у вищому дивізіоні, а навесні був відданий в оренду «Варті» (Познань). За великопольський клуб зіграв 10 разів, потім повернувся до Білостока.
У січні 2015 року відправився на тижневий перегляд до «Редінга» з Чемпіоншипу. У червні 2015 року підписав 2-річний контракт із «Погоню» (Щецин).
22 червня 2017 року підписав контракт із «Шльонском» (Вроцлав).
2 липня 2019 року «Вегалта Сендай» викупив його контракт як заміну Деніела Шмідта, який перейшов до «Сінт-Трейдена». У сезоні 2020 року змінив номер на футболці з 24-го на 27-й. Незважаючи на те, що він робив важливі сейви майже в кожній грі й допоміг врятувати команду від пониження в класі, за підсумками сезону команда посіла 17-те місце в Джей-лізі.
У сезоні 2021 року продовжував залишатися основним воротарем команди. Продовжував робити яскраві сейви, як і минулого сезону, але знову врятувати команду від пониження в класі не вдалося, й «Сендай» потрапили до Джей-ліги 2.
18 грудня 2021 року стало відомо, що Якуб підписав повноцінний контракт з представником Джей-ліги 1 «Токіо». У сезоні 2023 року його номер на ігровій форми змінили з 24-го на 27-й.

## Кар'єра в збірній
На рубежі 2012 та 2013 років Словік викликаний тренером збірної Польщі Вальдемаром Форналіком на товариські матчі з Македонією та Румунії. Дебютував у національній збірній у переможному матчі проти румунів, який зрештою був оголошений неофіційним.